# Rajd International Welsh 1974
Fram Castrol International Welsh Rally 1974 – 11 edycja rajdu samochodowego International Welsh Rally rozgrywanego w Wielkiej Brytanii. Rozgrywany był od 10 do 12 maja 1974 roku. Była to ósma runda Rajdowych Mistrzostw Europy w roku 1974 oraz druga runda Rajdowych Mistrzostw Wielkiej Brytanii.

## Klasyfikacja rajdu
| Miejsce                                                    | Kierowca                                                   | Pilot                                                      | Samochód                                                   | Czas                                                       | Strata                                                     |                                                            |
| Klasyfikacja generalna, ERC i mistrzostw Wielkiej Brytanii | Klasyfikacja generalna, ERC i mistrzostw Wielkiej Brytanii | Klasyfikacja generalna, ERC i mistrzostw Wielkiej Brytanii | Klasyfikacja generalna, ERC i mistrzostw Wielkiej Brytanii | Klasyfikacja generalna, ERC i mistrzostw Wielkiej Brytanii | Klasyfikacja generalna, ERC i mistrzostw Wielkiej Brytanii | Klasyfikacja generalna, ERC i mistrzostw Wielkiej Brytanii |
| ---------------------------------------------------------- | ---------------------------------------------------------- | ---------------------------------------------------------- | ---------------------------------------------------------- | ---------------------------------------------------------- | ---------------------------------------------------------- | ---------------------------------------------------------- |
| 1.                                                         | Markku Alén                                                | John Davenport                                             | Ford Escort RS 1600 MKI                                    | 3:00:22                                                    | 0.0                                                        |                                                            |
| 2.                                                         | Billy Coleman                                              | Dan O’Sullivan                                             | Ford Escort RS 1600 MKI                                    | 3:04:14                                                    | +3:52                                                      |                                                            |
| 3.                                                         | Tony Pond                                                  | Frances Cobb                                               | Ford Escort RS 1600 MKI                                    | 3:06:55                                                    | +6:33                                                      |                                                            |
| 4.                                                         | Tony Fall                                                  | Mike Broad                                                 | Opel Ascona 1.9 SR                                         | 3:08:32                                                    | +8:10                                                      |                                                            |
| 5.                                                         | George Hill                                                | Keith Wood                                                 | Vauxhall Firenza                                           | 3:10:55                                                    | +10:33                                                     |                                                            |
| 6.                                                         | Colin Malkin                                               | Brian Coyle                                                | Chrysler Avenger GT                                        | 3:11:23                                                    | +11:01                                                     |                                                            |
| 7.                                                         | Will Sparrow                                               | Nigel Raeburn                                              | Vauxhall Firenza                                           | 3:11:59                                                    | +11:37                                                     |                                                            |
| 8.                                                         | Paul Faulkner                                              | Monty Peters                                               | Ford Escort RS 1600 MKI                                    | 3:12:09                                                    | +11:47                                                     |                                                            |
| 9.                                                         | Nigel Rockey                                               | Paul White                                                 | Ford Escort RS 1600 MKI                                    | 3:12:37                                                    | +12:15                                                     |                                                            |
| 10.                                                        | Marek Gierowski                                            | Mike Nicholson                                             | Porsche 911 Carrera RS 2.7                                 | 3:12:49                                                    | +12:27                                                     |                                                            |